# Éric Boyer
Éric Boyer (Choisy-le-Roi, 2 december 1963) is een voormalig Frans wielrenner. Hij was beroepsrenner van 1985 tot en met 1995.
Tijdens zijn wielercarrière won Boyer onder andere drie keer een etappe in de Ronde van Italië en een etappe in de Ronde van Zwitserland. In 1988 eindigde hij als vijfde in het eindklassement van de Ronde van Frankrijk. Boyer reed in dienst van Greg LeMond en Laurent Fignon.
Tussen 2005 en 2012 was hij algemeen manager bij de Cofidis-wielerploeg. Toen Aleksandr Vinokoerov tijdens de Ronde van Frankrijk 2007 op bloeddoping betrapt werd, zei Boyer: "Nu zien we pas wat een smeerlap Vinokoerov is. Ik pleit ervoor dat heel Astana zich uit de sport terugtrekt." De volgende dag werd Cofidis-renner Cristian Moreni betrapt op een te hoog testosteron-gehalte, waarop Cofidis geen andere keus had dan de hele ploeg uit de Ronde terug te trekken.
Van 2013 tot 2016 was Boyer wielerverslaggever bij de Franse sportzender L'Équipe. In 2018 werd hij verslaggever bij de Franse radiozender RMC.

## Belangrijkste overwinningen
1986
- GP Rennes

1990
- 12e en 15e etappe Ronde van Italië

1991
- 4e etappe Ronde van Italië

1992
- 8e etappe Ronde van Zwitserland
- Ronde van de Limousin

1993
- 2e etappe Route du Sud
- Eindklassement Route du Sud

## Resultaten in voornaamste wedstrijden
| Jaar | Ronde van Italië | Ronde van Frankrijk | Ronde van Spanje |
| ---- | ---------------- | ------------------- | ---------------- |
| 1986 |                  | 98e                 | 40e              |
| 1987 |                  |                     |                  |
| 1988 |                  | 5e                  |                  |
| 1989 |                  | opgave              |                  |
| 1990 | 23e (2)          | 19e                 |                  |
| 1991 | 6e (1)           | 38e                 |                  |
| 1992 |                  | 12e                 |                  |
| 1993 |                  | 63e                 |                  |
| 1995 | 69e              | opgave              |                  |

| Jaar | Milaan-San Remo | Gent-Wevelgem | Ronde van Vlaanderen | Amstel Gold Race | Luik-Bast.‑Luik | Ronde van Lombardije |  | Wereldranglijsten |
| ---- | --------------- | ------------- | -------------------- | ---------------- | --------------- | -------------------- |  | ----------------- |
| 1986 |                 |               |                      |                  |                 |                      |  |                   |
| 1987 | 43e             | 121e          |                      |                  | 26e             | 4e                   |  | 22e (SPP)         |
| 1988 |                 |               | 19e                  | 4e               | 20e             |                      |  | 51e (UWB)         |
| 1989 | 56e             |               |                      | 17e              | 28e             |                      |  |                   |
| 1990 |                 |               |                      |                  |                 |                      |  |                   |
| 1991 |                 |               |                      | 81e              |                 |                      |  |                   |
| 1992 | 46e             |               |                      |                  |                 |                      |  |                   |
| 1993 |                 |               |                      | 80e              |                 |                      |  |                   |
| 1995 |                 |               |                      |                  |                 |                      |  |                   |